# Santiago Ordóñez
Pour les articles homonymes, voir Ordóñez.
Ordóñez  Carmona est un nom espagnol. Le premier nom de famille, en général paternel, est Ordóñez ; le second, en général maternel, souvent omis, est Carmona.
Santiago Ordóñez Carmona, né le 10 juin 1997 à Manizales, est un coureur cycliste colombien.

## Palmarès
- 2018
  -  Champion de Colombie du contre-la-montre espoirs
- 2019
  - 3e du championnat de Colombie du contre-la-montre espoirs
  - 3e du championnat de Colombie sur route espoirs
- 2020
  - 2e du Tour du Guatemala

## Classements mondiaux
| Année            | 2019 | 2020 |
| ---------------- | ---- | ---- |
| UCI America Tour | 115e | 47e  |